# Final Resolution (2012)
Final Resolution (2012) foi um evento pay-per-view realizado pela Total Nonstop Action Wrestling, que ocorreu no dia 9 de dezembro de 2012 no Impact Wrestling Zone na cidade de Orlando, Flórida. Esta foi a nona edição da cronologia do Final Resolution.

## Antes do evento
Final Resolution teve lutas de wrestling profissional envolvendo diferentes lutadores com rivalidades e storylines pré-determinadas que se desenvolveram no Impact Wrestling — programa de televisão da Total Nonstop Action Wrestling (TNA). Os lutadores interpretaram um vilão ou um mocinho seguindo uma série de eventos para gerar tensão, culminando em várias lutas.
No Turning Point, James Storm derrotou A.J. Styles e Bobby Roode e se tornou desafiante ao TNA World Heavyweight Championship de Jeff Hardy. No Impact Wrestling de 15 de novembro, Roode desafiou Storm pela sua chance, conseguindo a vitória e se tornando o novo desafiante ao título de Hardy. No dia 19 de novembro, a TNA anunciou que a luta ocorreria no Final Resolution.
Também no Turning Point, A.J. Styles sofreu a contagem em sua luta e como resultado, ficou impossibilitado de disputar o TNA World Heavyweight Championship até o Bound for Glory de 2013. No Impact Wrestling de 15 de novembro, Styles foi ao ringue desabafar seu péssimo ano, sendo interrompido por Christopher Daniels e Kazarian. Os dois começaram a insulta-lo e a chama-lo de um "fracasso". Daniels também desafiou Styles para uma luta na semana seguinte. No Impact Wrestling de 22 de novembro, Styles derrotou Kazarian e uma luta foi anunciada entre ambos no Final Resolution.
No Impact Wrestling de 15 de novembro, Mickie James derrotou Gail Kim, ODB, Madison Rayne e Miss Tessmacher em uma luta Battle royal e se tornou a desafiante ao Women's Knockout Championship de Tara no Final Resolution.
No Impact Wrestling de 15 de novembro, Chavo Guerrero enfrentou Joey Ryan e venceu a luta por desqualificação após Matt Morgan lhe aplicar um Chokeslam. Na semana seguinte, Morgan derrotou Doug Williams. Mais tarde no site da TNA foi marcada uma luta entre Chavo e Hernandez contra Ryan e Morgan pelo TNA World Tag Team Championship.
No Turning Point, Kurt Angle derrotou Devon lhe aplicando um Ankle lock. No Impact Wrestling de 15 de novembro, Angle e Garett Bischoff derrotaram Devon e outro membro mascarado dos Aces & Eights. No Impact Wrestling de 6 de dezembro, Devon derrotou Samoa Joe e conquistou o Television Championship. No mesmo dia, enquanto Angle enfrentava DOC, alguns membros da gangue interferiram na luta, causando a desqualificação de DOC. Depois do fim do combate, os membros cercaram o ringue e logo após Samoa Joe, Wes Brisco e Bischoff também vão ao ringue, fazendo com que os integrantes dos Aces & Eights fugissem. Angle então anunciou que ele, Joe, Brisco e Bischoff irão enfrentar quatro membros da gangue no Final Resolution.
No Impact Wrestling de 29 de novembro, foi anunciado que Rob Van Dam defenderia o TNA X Division Championship naquele dia contra um escolhido do gerente geral Hulk Hogan, tendo como possibilidades Kenny King, Zema Ion, Kid Kash e Austin Aries. Hogan eliminou primeiro King, pois este estava rindo das piadas que Aries estava fazendo de Hogan. Mais tarde, o gerente geral escolheu Aries para enfrentar Van Dam, perdendo a luta por desqualificação após a interferência de Bully Ray. Na semana seguinte, Kenny King derrotou Zema Ion e Kid Kash, se tornando o adversário de Rob Van Dam no Final Resolution.
No Impact Wrestling de 15 de novembro, Tara e Jessie Godderz flagraram Bully Ray e Brooke Hogan envolvidos romanticamente no escritório de Hogan. Na semana seguinte, Austin Aries foi ao ringue insultar Ray e Brooke. No mesmo dia, Bully Ray interferiu na luta entre Aries e Rob Van Dam pelo X Division Championship. No Impact Wrestling de 6 de dezembro, Ray foi até o ringue e recusou-se a sair de lá até que Hulk Hogan marcasse uma luta entre ele e Aries no final Resolution. Aries também veio ao rinque e falou que se quisesse sua luta teria que merecer. Hogan veio ao ringue e falou que se Ray não saísse do ringue seria demitido. Ray se levantou e encarou Hogan. Brooke veio ao ringue e disse que Ray podia estar certo. Hulk Hogan cansado daquilo, marcou a luta entre Bully Ray e Aries no Final Resolution.

## Evento

### Lutas preliminares
No começo do evento, James Storm foi ao ringue comentar a possível parceria entre Bobby Roode e os Aces & Eights, mas foi interrompido por Kazarian que começou a insulta-lo. Após um tempo de discussões, os dois começaram uma luta do lado de fora do ringue. Ela chegou ao seu fim quando Storm aplicou um "Last Call Superkick", conseguindo fazer o pinfall em Kazarian.
Na segunda luta da noite, Rob Van Dam defendia o TNA X Division Championship contra Kenny King. Van Dam tentou aplicar seus movimentos de finalização durante a luta, mas King conseguiu desviar de todos. A luta chegou ao seu fim quando Van Dam aplicou um "Body-Scissors" conseguindo fazer a rolagem e o pinfall.
Na luta seguinte, Chavo Guerrero & Hernandez enfrentavam Matt Morgan & Joey Ryan em uma luta de duplas pelo TNA World Tag Team Championship. Durante a luta, Chavo dominou o combate contra Ryan e Matt Morgan, por sua vez, quando entrou no ringue, dominou o combate contra Hernandez. A luta acabou com Morgan e Ryan sendo desqualificados após Morgan puxar o árbitro para fora do ringue depois que Chavo aplicou um "Frogsplash" e partiu para fazer a contagem em Joey Ryan.
Na quarta luta da noite, Bully Ray enfrentava Austin Aries. No fim da luta, Brooke Hogan veio ao ringue verificar a situação de Ray, mas foi arrastada para dentro do ringue por Aries. Bully Ray conseguiu atirar Austin para longe de Brooke, fazendo com que Hulk Hogan viesse ao ringue para ajudar sua filha. Bully Ray se distraiu com a situação, permitindo que Aries conseguisse fazer o pinfall, conseguindo a vitória.

### Lutas principais
Na luta seguinte, Tara acompanhada de seu namorado Jessie enfrentava Mickie James pelo Women's Knockout Championship. Tara conseguiu a vitória ao aplicar um "Widow's Peak" em Mickie, conseguindo o pinfall.
Na sexta luta da noite, Kurt Angle, Samoa Joe, Wes Brisco e Garett Bischoff enfrentavam quatro membros dos Aces & Eights em uma luta de quartetos. No fim do combate, Angle daplicou um "Ankle lock" em um dos homens mascarados da gangue. DOC tentou acabar com a apresentação com um martelo, mas Garett o roubou, então Wes Brisco lançou DOC para fora do ringue. Angle aplicou um "Angle Slam" em um membro mascarado, conseguindo fazer o pinfall, ganhando a luta.
Na penúltima luta da noite, A.J. Styles enfrentava Christopher Daniels em uma luta anunciada como "One Final Time". A luta foi muito equilibrada do começo ao fim. No fim do combate, Styles tentou aplicar um "Super Styles Clash", que foi bloqueado por Daniels, que contra-atacou lhe aplicando o mesmo golpe e conseguindo o pinfall.
No evento principal, Jeff Hardy defendia o TNA World Heavyweight Championship contra Bobby Roode. No fim do combate, os Aces & Eights apareceram, distraindo Roode e permitindo que Hardy aplicasse um "Twist of Fate", conseguindo fazer o pinfall, mantendo o título. Após o fim do combate, a gangue atacou Hardy e na sequência Roode, finalizando o show.

## Resultados
| No.                           | Lutas                                                                                 | Estipulações                                            | Duração |
| ----------------------------- | ------------------------------------------------------------------------------------- | ------------------------------------------------------- | ------- |
| 1                             | James Storm derrotou Kazarian                                                         | Luta individual                                         | 06:09   |
| 2                             | Rob Van Dam (c) derrotou Kenny King                                                   | Luta individual pelo TNA X Division Championship        | 09:22   |
| 3                             | Chavo Guerrero & Hernandez (c) derrotaram Matt Morgan & Joey Ryan por desqualificação | Luta de duplas pelo TNA World Tag Team Championship     | 10:36   |
| 4                             | Austin Aries derrotou Bully Ray                                                       | Luta individual                                         | 13:18   |
| 5                             | Tara (c) (com Jessie) derrotou Mickie James                                           | Luta individual pelo Women's Knockout Championship      | 07:53   |
| 6                             | Kurt Angle, Samoa Joe, Wes Brisco e Garett Bischoff derrotaram Aces & Eights          | Luta de quartetos                                       | 11:22   |
| 7                             | Christopher Daniels derrotou A.J. Styles                                              | Luta individual                                         | 21:37   |
| 8                             | Jeff Hardy (c) derrotou Bobby Roode                                                   | Luta individual pelo TNA World Heavyweight Championship | 23:00   |
| (c)- Campeão(s) antes da luta |                                                                                       |                                                         |         |